# 퇴레게네 카툰
퇴레게네 카툰(몽골어: ᠲᠦᠷᠭᠡᠨ᠎ᠡ
ᠬᠠᠲᠤᠨ Töregene Khatun, 한국 한자: 脫列哥那可敦 탈열가내 가돈, 한국 한자: 朵列格捏可敦 단열각날 가돈, 몽골 키릴 문자:Дөргэнэ, 키랄 문자:Туракина,  1185년 혹은 1186년 ~ 1246년 10월)는 몽골 제국의 황후, 섭정(재위:1241년 12월 12일~1246년 10월)으로 나이만 부족 출신이였다. 우구데이 칸의 황후이자 귀위크 칸의 어머니였다. 우구데이 칸의 6황후였다가 1241년 그의 사후 1241년부터 그녀의 장남 귀위크가 칸으로 선출될 때까지 몽골 제국의 섭정이었다. 페르시아어로는 투라키나(توراكنه خاتون)이다. 나이만족 출신이라 내마진후(乃馬真后)라 부르기도 한다.
오고타이칸이 후계자로 지정한 시레문 대신, 자신의 아들 구유크를 대칸 적임자로 추천한 뒤 여러 몽골 부족장들을 설득, 책략을 통해 1246년 구유크를 칸으로 선출되게 했다. 그는 몽골 제국을 통치한 최초의 여성이다. 시호는 소자황후(昭慈皇后)이다. 퇴레게네(Дөргөнэ), 투라키나(Туракина) 등으로도 부른다.

## 생애

### 생애 초기
몽골 나이만 부족 출신으로 퇴레게네의 정확한 생일과, 친정 가계에 대한 기록은 전하지 않는다. 메르키트부 쿠투(1217년 사망)의 딸이라는 설이 있다. 그녀의 어린 시절은 알려진 것이 없다. 퇴레게네는 외모가 아름다웠다 한다. 그는 용감하고 영리하며 유능한 성격이었다. 후일 일 칸국의 페르시아 역사가 라시드 알딘에 의하면 퇴레게네는 아름다운 여성은 아니지만 영리한 여성이고, 횡포적이었으며 지배욕이 있었다고 한다. 퇴레게네는 처음에는 칭기즈 칸의 두 번째 황후가 된 크란 하툰의 아버지 우하즈 메르키트족의 족장 다이루 우슨의 비였다가 칭기즈 칸의 메르키트 토벌시에 포로가 되어 오고타이 칸의 부인이 되었다.
일설에는 메르키트족의 족장 토크토아 베키의 여섯째 아들 혹은 동생인 쿠투의 부인이었다고도 한다. 라시드 알 딘은 퇴레게네의 첫 남편을 메르키트의 다이루 우슨이라 했다. 페르시아계 사서 집사에 의하면 쿠투는 토크토아 베키의 동생이었다고도 한다. 토크토아 베키의 세 아들 중 한 사람의 아내였다는 설이 있다. 토크토아 베키의 손녀라는 설도 있다. 
1204년 칭기즈 칸이 메르키트족을 기습, 정벌할 때 토크토아 베키와 쿠투는 도주했고, 퇴레게네는 칭기즈 칸에게 붙잡혀 칭기즈 칸의 셋째 아들인 오고타이에게 주어졌다.

### 궁정 권력 장악
라시드 알딘에 의하면 퇴레게네는 오고타이 칸의 아내들 중 중요한 4명의 아내의 한 사람이었다 한다. 라시드 알 딘의 집사에서는 퇴레게네는 두번째 부인이라는 설과, 제1부인이라는 설도 같이 기술하였다. 오고타이 칸의 두번째 혹은 6번째 부인이었지만 용감하고 지적이며, 유능하고 영리한 인물이라 오고타이의 다른 비빈들을 제치고 오고타이의 총애를 받아, 귀위크, 쿠투쿠, 호르차르, 쿠추, 카라카르 등 오고타이 카안의 아들 다섯을 낳아 주었다. 라시드 알딘은 이들이 퇴레게네의 소생이라 하며, 원사, 신원사에는 구유크만이 그녀의 소생이라 한다.
일설에는 코단도 퇴레게네의 소생이라는 설이 있다. 오고타이가 칸이 된 뒤 정확한 책봉 시점은 알려지지 않았으나, 보락친 카툰 대신 정궁 황후로 승격되었다. 퇴레게네는 오고타이의 정책에도 관여, 영향을 행사하려 했고 이슬람 상인 출신 압둘 라흐만을 추천하기도 했다. 오고타이 칸은 그녀의 건의를 받아들여, 압둘 라흐만을 직접 만나 면담한 뒤, 그의 상술, 재무 능력 등을 높이 사 중국 북부지역의 세무 관리자로 임명하였다. 퇴레게네는 무슬림 상인들과 매우 가깝게 지냈으며, 이들을 점령지의 세무 관리자, 총독 등으로 여러명 발탁, 임명하였다. 성리학자들은 그녀가 불학무지한 자들을 조정의 관직에 추천했다며 비판하였다.
몽골군대가 코란산을 정복할 때 마스하드에서 사로잡은 무슬림 여성 노예 파티마는 카라코룸으로 온 뒤 퇴레게네에게 보내졌는데, 파티마는 그의 충실한 측근이 되었다.
퇴레게네는 영리하고 지능이 뛰어난 인물이며 오고타이 칸의 다른 비빈들을 제치고, 궁정 내 자신의 영향력을 빠르게 늘려나갔다. 오고타이의 치세 후반 오고타이는 갈색 포도주에 중독되면서, 퇴레게네는 몽골 제국의 정치사무에도 참여하게 되었다. 일설에는 퇴레게네가 오고타이 치세 말년에는 사실상 국가원수 역할을 했다고도 한다.

### 귀위크 추대 운동
오고타이 칸은 보라쿠친 카툰 소생 쿠추를 후계자로 지명하였으나, 1234년 11월 쿠추가 남송 원정 중 덕안부에서 전사했다. 오고타이 칸은 쿠추의 아들 시레문을 후계자로 지정하였다. 오고타이는 시레문을 후계자로 정한다는 유지를 남겼다. 또한 오고타이 칸은 툴루이 가문의 몽케를 잠재적 후계자로도 보았다. 퇴레게네는 이에 반발하여 자신의 아들 귀위크를 후계자로 정할 것을 요구했으나, 오고타이 칸은 거절하였다. 퇴레게네는 여러 번 오고타이 칸을 설득하였으나, 오고타이의 결정을 바꾸지 못했다.
만년의 오고타이는 술로 인한 병석에 누웠고, 부분 회복되었다. 그러나 오고타이는 의사들의 만류에도 불구하고 술을 자주 마셨다. 퇴레게네 카툰은 오고타이 칸의 후계자를 누구로 정할 것인지 야율초재에게 문의하였다. 그러나 야율초재는 신하들이 감히 알 바가 아니며, 오고타이칸의 뜻을 따르고 행하는 것이 맞다며 퇴레게네의 후계자 지정 논의를 거절했다. 
오고타이는 1241년 가을 사냥을 나갔다가, 그해 12월 11일 과도한 음주로 인한 알콜 중독성 병으로 갑자기 사망했다. 오고타이의 의문스러운 죽음을 암살로 추정하는 이들도 있다. 일설에는 퇴레게네 카툰이 총애하던 압둘 라흐만의 소행이라는 설도 있다. 그녀는 제국내의 다양한 경쟁 권력의 균형을 맞추고, 5년 동안 전 몽골 제국을 다스렸을 뿐만 아니라 그녀의 아들 귀위크 칸이 즉위할 무대를 설정하였다.
1241년 오고타이 칸이 죽자 우구데이의 숙부로 칭기즈 칸의 막내동생인 테무게 옷치긴이 대칸의 유궁을 지킨다는 명목으로 군대를 이끌고 우구데이의 황후들이 거처하는 오르두(행궁)로 오자, "우리는 당신의 의붓딸이며 당신의 도움을 필요로 하고 있다. 무장한 많은 군대를 이끌고 온 것은 무슨 까닭인가? 왜 모든 백성과 군대를 불안하게 만드는가?"라는 항의하며 거절하였다. 앞서 서방 원정을 나갔던 우구데이의 아들 구유크가 도착했다는 보고를 듣고 테무게는 대칸의 자리를 포기, 퇴레게네 카툰에게 우구데이에 대한 조의를 전하고 철군하였다. 이러한 옷치긴의 거병은 앞서 우구데이가 옷치긴에 대해 시행했던 중앙집권정책에 수반한 강한 견제책에 대한 반발에서 비롯된 것이었다.  퇴레게네는 아들 귀위크를 빨리 카라코룸으로 오게 했다. 테무게 옷치킨은 오고타이의 조문을 왔다는 핑계를 대고 만주로 되돌아갔다.

### 몽골 제국의 섭정

#### 오고타이 칸 사망 직후
1241년 12월 11일 오고타이 칸이 사냥 도중 술병으로 갑자기 죽자 퇴레게네는 시레문이 아직 유년이라는 이유로, 그의 제위 계승을 반대하였다. 오고타이의 사후 섭정 자리는 모게 카툰(木哥)이 지명되었다. 그러나 차가타이 칸과 그의 아들들의 지원으로, 섭정 자리는 퇴레게네에게 오게 되었다. 퇴레게네는 부유크 카툰(대 카툰, Büyük Hatun)이라는 호칭으로 섭정직을 수행했다.
퇴레게네는 바로 몽골 제국의 국가 권력을 장악하였다. 차기 칸이 옹립될 때가지 몽골의 통치자가 누가 되느냐가 곧 쟁점이 되었고, 차가타이는 퇴레게네를 지지했다.  조정에서는 바로 차기 대칸을 정하지 않고, 국정을 퇴레게네에게 넘기기로 결정했다. 차가타이는 그러한 결정을 내리는 데 중요한 역할을 했다. 퇴레게네는 차가타이의 지원과, 자신의 아들들의 지원으로 몽골 제국의 섭정이 되어 임조칭제 하였다. 
칭기즈 칸의 후궁이었다가 오고타이 칸이 수계한 무게 카툰(앙회 2황후)가 퇴레게네에게 '너는 국가에 속해 있다. 시레문을 지지하고 그를 왕위에 앉히라'고 거듭 부탁했다. 무게 카툰은 지적이고 예의가 바르며 오고타이에게 높이 평가되었다. 그러나 무게 카툰은 오고타이 카안의 죽음 직후 질병으로 사망했다. 오고타이의 일부 측근들은 퇴레게네에게 퇴레게네는 국가를 책임지고 있는 인물이며, 시레문을 지지하고 추대할 것을 건의하였다. 퇴레게네는 시레문이 어리다는 이유로 이들의 요구를 거절했다.
우구데이 칸에게 후계자로 낙점된 시레문을 두고, 퇴레게네와 그의 일파가 자의적으로 행동했다는 소문이 퍼졌다. 국가의 통치자로서 퇴레게네는 시레문은 아직 어린 아이라고 규정하고, 귀위크 칸을 차기 카안이라고 선포했다. 칭기즈 칸의 장남인 조치의 장남인 바투와, 다른 아들 툴루이의 자손들은 귀위크의 즉위를 반대했다. 일부 왕공족들과 부족장들은 퇴레게네의 결정에 반발, 분개하였다.

#### 몽골 제국의 섭정 등극
차가타이는 퇴레게네의 섭정을 지지하였으나, 많은 오고타이 칸의 친척, 전직 관리 및 기타 칭기즈칸 왕조의 귀족들, 몽골 부족장들은 당황해하거나 분노하였다. 오고타이 칸으로부터 후계자로 지정된 시레문의 정당한 지위를, 퇴리게네가 임의로 결정, 처리했다는 소문이 돌았다. 영향력 있는 일부 몽골 부족장, 왕공족들은 차기 대칸을 추대하는 것을 우선순위로 보고, 퇴레게네에게 쿠릴타이를 소집하라고 요구했다.
퇴레게네는 아들 구유크를 칸의 적임자로 지적했다. 그러나 칭기즈 칸의 장남 주치의 아들 바투와, 툴루이의 아들들은 구유크의 즉위를 반대했고, 차가타이의 자손들만 구유크를 지지했다. 킵차크 한국의 바투는 쿠릴타이에 계속 불참하였다. 퇴레게네는 몽골 귀족과 부족장들, 정복지 지도자 등을 대상으로 귀위크가 정복 전쟁에 적극 참여한 것, 귀위크가 오고타이 칸의 장남이며 적임자라며 설득과 위협, 책략, 뇌물 등 다양한 작전을 펼쳤다.
차가타이와 차가타이의 아들들의 지지로, 1242년 봄, 퇴레게네 카툰은 섭정으로서 제국의 실권을 장악했다. 그러나 바투, 툴루이 가문에서는 그녀의 아들을 칸으로 추대하는 것에 계속 반대하였다. 카라코룸 수도에는 대칸 생존시와 마찬가지로 여러 다루가치, 정복지의 지도자, 다른 국가의 군주들과 파견 사절들이 수시로 드나들었다. 퇴레게네는 총독과 다른 국가의 지도자들을 직접 상대하였다.

#### 오고타이 측근 제거
퇴레게네는 섭정으로서 완전한 권력을 쥐었으며, 야율초재, 친친카이, 마흐무드 아라와치 등의 재상들을 해고했으며, 오고타이가 임명한 관료들을 해고하고 그녀 자신의 인물로 대체하였는데, 가장 중요한 인물은 무슬림 출신 상인 압둘 라흐만, 타지크 또는 페르시아 여인으로 중동 원정에서 포로로 온 여성 시아파 무슬림 파티마였다. 야율초재는 압둘 라흐만이 옥새 찍힌 백지에 자신이 임의로 칙령을 날조하는 것은 아닌지 의심했다. 퇴레게네는 야율초재 등을 공경하면서도 꺼렸다. 퇴레게네는 자신의 측근 인물들을 통해 귀위크가 칸의 적임자라는 여론을 조성하였다.
몽골은 일부다처제를 시행하였는데 오고타이 칸이 선호했던 코추는 다른 아내를 통해 얻었다. 오고타이는 생전 코추의 아들 시레문으로 자신을 계승하게 지명하였다. 퇴레게네는 반대하고 귀위크를 선택할 것을 설득하였으나 오고타이에게 거절당했다. 그러나 그녀는 책략으로 야망을 달성하였다.
해고된 오고타이의 측근들이 퇴레게네의 섭정에 반대하고, 시레문 대신 귀위크를 추대하려는 것에 반발하자, 퇴레게네는 측근 파티마의 조언을 듣고 이들 중 일부를 체포하기로 결정했다. 그녀는 오고타이의 수석비서 친친카이, 트란스옥시아나 총독 마흐무드 아라와치를 체포하려 했고, 친친카이와 아라와치는 간수 성의 서량막부 코단에게로 도망쳤다. 코단은 이들을 넘겨달라는 퇴레게네의 요구를 거절하였다. 동투르키스탄의 총독으로 있던 마우스드베그는 킵차크 한국의 바투에게로 도망치려고 러시아를 경유해 도주했다. 중국 북부의 행정 책임자 야율초재 역시 해임되었다. 퇴레게네는 오고타이의 측근으로, 한때 차가타이에게 저항했던 위구르 지역 다루가치인 코구스를 이란에서 체포, 차가타이의 과부들에게 넘겨주었다. 코구스는 차가타이 사후 그의 과부들을 무시했는데, 퇴레게네 카툰은 코구즈를 입에 돌이 물리게 하는 형벌을 가해 죽였다.
한편 호라즘을 대신 통치하던 총독 코르구즈와, 코르구즈의 전임자 칭테무르의 아들 이투테무르 사이에 분쟁이 발생, 호라즘 일대가 혼란에 빠지자 그녀는 오고타이 시대부터 호라즘 일대의 행정을 맡아온 오이라트부 출신 아르군에게 오호수(烏滸水, 현 아무다리야강), 파르스(法兒斯 Fars) 등의 통치권을 맡긴다. 아르군은 우구데이 칸 사후 몽골 각 부족장과 왕공족이 멋대로 세금을 거두는 것을 중지, 다시 이 지역의 인구 조사와 세금 징수를 추진한다.

#### 룸 술탄국 원정
우구데이 카안의 죽음을 계기로 룸 술탄국의 술탄 카이쿠스로 2세는 몽골 제국에 조공 바치기를 거절했다. 퇴레게네는 아들 귀위크를 시켜 룸 술탄국에 조공을 바칠 것과, 술탄 카이쿠스로 2세의 입조, 몽골에서 파견한 총독 다루가치를 받아들이라 요구했다. 룸 술탄국의 카이쿠스로 2세는 이를 내정 간섭으로 여기고 거절했다.
1242년 겨울, 장군 바이주 노얀에게 명하여 룸 술탄국을 공격하게 했다. 카이쿠스로 2세는 주변국에 도움을 청하여 트라페주스 제국의 지원군을 보내고 조지아 왕국의 귀족들 일부가 카이쿠스로를 지지했으나, 조지아 왕국의 다른 귀족들은 몽골의 편에 섰다. 1243년 6월 코세가크 전투에서 바이주 노얀이 이끄는 몽골군이 대승하면서 카이쿠스로 2세는 아나톨리아 반도 남서부 안탈리아로 도주했다. 카이쿠스로 2세는 다시 사절을 보내 복종을 약속했다.
이후에도 카이쿠스로 2세와 그의 후계자들은 귀위크 칸의 사망, 몽케 칸의 사망 때에 몽골로부터 독립을 시도했으나, 몽골에서 보낸 바이주 등에게 진압당하고 몽골 제국과 일 칸국의 속국으로 전락한다.

#### 섭정 통치
퇴레게네는 야율초재를 해임하고 압둘 라흐만을 중국 북부지역의 행정관으로 임명하고, 무슬림 출신 여성 파티마를 측근으로 두어 궁정에서 영향력을 행사하게 했다. 또한 몽골 귀족들에게서 막대한 세금을 거둬들여 몽골 귀족들의 반발을 사기도 했다. 파티마는 정책에도 관여하려 했으며, 퇴레게네를 상대하려면 파티마, 압둘 라흐만 등을 거쳐서 접촉할 수 있었다, 퇴레게네는 파티마와 공모, 중서우승상 친친카이(田镇海), 연경행성단사관 마흐무드 아라와치 등을 체포, 제거하려 했다.
오고타이 사후 그녀는 그녀의 세력이 확고해질 때까지 쿠릴타이를 여는 것을 미루었다. 퇴레게네는 오고타이가 지명한 후계자 시레문은 아직 성인이 되지 않았다는 이유로 후계자에서 배제하고, 자신의 아들 귀위크가 대칸 적임자로 정했다. 퇴레게네는 1242년 봄부터 쿠릴타이 소집을 지시했다. 킵차크 한국의 칸 바투는 귀위크의 즉위를 반대, 퇴레게네의 쿠릴타이 소집 명령에 응하지 않고 번번히 불참했다.
주치의 아들 바투가 귀위크의 즉위를 반대했고, 툴루이의 아들들도 귀위크의 즉위를 반대했다. 차가타이의 자손들과 차가타이의 측근들이 귀위크를 지지, 황금 씨족은 분열되었다. 퇴레게네는 퇴레게네 대로 몽골의 왕공, 부족장들 대다수가 귀위크를 확실히 지지할 때까지, 쿠릴타이가 지연되도록 상황을 관리하였다.
당시 지방에 파견된 지방관들은 퇴레게네에게 다양한 선물을 보냈다. 퇴레게네는 중앙 조정의 재정적 약점을 보완하고자 조정과 각 다루가치들에게 임의로 파이지를 발행하게 하여 돈을 거둬들였다. 중앙 조정의 혼란을 이용하여 다른 울루스의 통치자와 총독들은 독자적으로 파이지를 발행하여 세금을 거두어들였다.
1244년 5월 14일 칭기즈칸과 오고타이의 책사였던 거란출신 야율초재가 화병으로 갑자기 죽자, 퇴레게네의 측근들은 야율초재의 비리를 언급하며 가산을 몰수해야 한다고 주청했다. 퇴레게네는 야율초재의 집안을 수색했지만 여러권의 책과 거문고, 지필묵들만이 존재했다.

### 생애 후반

#### 귀위크 즉위
1245년 퇴레게네는 몽골 장군 차칸, 금나라 출신 귀순장교 장유(張柔) 등에게 지시, 군사를 딸려보내 남송의 회서(淮西), 양주 등을 공략하게 했다.
여러 번의 쿠릴타이 소집 끝에 1246년 여름 카라코룸에서 열린 쿠릴타이에서 귀위크를 칸으로 정했다. 킵차크 한국의 바투는 쿠릴타이 참석을 계속 거절해왔으나, 거절할 명분이 없자 이복 형 오루다와 동생 샤이반, 베르케 칸, 토카 테무르를 대리인으로 지명, 몽골로 보냈다. 이 쿠릴타이에는 또한 트란스옥시아나 총독 마스우도 베그, 이란과 화레즘 총독 아르군 아카, 룸 술탄국의 술탄 아르슬란 4세, 블라디미르 대공국의 아로슬라프 2세, 조지아 왕국의 데이비드 형제, 알라무트의 이슬람 니자루파 지도자들 등도 초대되고, 이들에게도 투표권이 주어졌다. 불참 명분이 사라진 바투는 반발했지만 자신의 형제들을 대리인으로 보냈다.
퇴레게네는 1246년의 쿠릴타이에서 스스로 대칸위에 오르려고 한 테무게 옷치긴에게도 책임을 물었다. 테무게 옷치긴에게는 직접 처벌할 수 없어 불문율에 붙였지만, 테무게 옷치긴의 부하 장군들을 체포하여 처형했다. 곧 테무게 옷치긴은 사망했고, 테무게의 자손들은 그녀의 아들 귀위크 칸에 대한 충성과 지지를 소극적인 태도로 대한다.
1246년 8월 24일 쿠릴타이는 그의 아들 귀위크를 몽골 제국의 대칸으로 옹립하였다. 이후 퇴레게네는 섭정 자격으로 다시 정치에 관여했다. 퇴레게네는 마우스트베그에게 트란스옥시아나의 다루가치에 임명해, 트란스옥시아나 내의 성지와 도시를 관리하게 했다. 또한 압둘 라흐만을 중국 화북지역의 대리인으로 임명하여 보냈다. 귀위크가 대칸으로 추대되었으나, 바투는 귀위크를 인정하기를 거부하였다.
1246년 8월 퇴레게네의 초청을 받고 블라디미르 대공국과 수즈달 공국의 대공 야로슬라프 2세 블라디미로비치가 몽골에 초대되었다. 야로슬라프 2세는 퇴레게네 카툰을 방문, 퇴레게네가 준 음식과 음료를 마시고 돌아가다가, 의문의 중독으로 갑자기 사망했다. 야로슬라프 2세 블라디미로비치의 시신은 7일만에 온 몸이 기적적으로 파랗게 변했다 한다. 일설에는 퇴레게네가 야로슬라프를 독살했다는 설, 퇴레게네가 야로슬라프 2세 블라디미로비치를 주치의 아들 바투의 간첩으로 여기고, 부하들을 시켜 조용히 그를 제거하게 했다는 설, 아들 귀위크는 퇴레게네의 섭정 정치에 반발, 그녀의 요구를 수행하지 않아 아들을 괴롭힐 생각으로 야로슬라프 2세 블라디미로비치를 독살했다는 설 등이 전한다. 지오반니 델 카르피니는 퇴레게네 카툰이 야로슬라프 2세 블라디미로비치를 초대한 뒤, 음식과 술을 받아 마시고 돌아가다가 7일만에 의문의 죽음을 당했다고 하였다. 당시 야로슬라프 2세 블라디미로비치의 몸이 기적적으로 파랗게 변했다 한다.

#### 은퇴와 최후
귀위크를 칸으로 추대했으나 정치적 영향력을 행사하려는 퇴레게네와 아들 귀위크 간의 관계는 무너졌다. 퇴레게네는 오고타이 칸의 측근 인사들 중 일부를 제거, 처형하려 하였으나 이들은 코단이 다스리는 서량(구, 서하 지역)으로 도주했다. 퇴레게네는 코단에게 이들을 몽골 본국으로 송환할 것을 여러번 요구했으나 코단은 거절했다. 
귀위크의 동생 코단은 파티마가 자신의 건강을 악화시키려고 주술을 사용한다고 비난했다. 귀위크는 퇴레게네에게 파티마의 사형 집행을 위해 넘겨줄 것을 요구하였고, 퇴레게네는 아들 귀위크의 요구를 거절, 자살하겠다고 위협하였다.
퇴레게네는 권력을 그녀의 아들 귀위크 칸에게 1246년 10월에 건네고, 남편 오고타이의 영지인 신장 위구르 자치구의 에밀 지역으로 은퇴했으며, 1246년 10월 혹은 11월 알 수 없는 원인으로 죽었다. 정확한 사망 시점은 알려져 있지 않으나, 라시드 알딘에 의하면 귀위크 칸이 몽골의 대칸이 되고 2개월~3개월 정도 후에 사망했다 한다. 그의 귀위크 추대 운동은 일부 황금 씨족의 반발을 불러왔고, 특히 동유럽 원정 동안 반목을 일으킨 바투 및 몽케 등의 다른 유력인사들의 불만을 고조시켜, 황금 씨족 내부갈등의 원인 중 하나가 되었다.

### 사후
바투와 툴루이계 왕공족들의 구유크 즉위 반대와, 이미 오고타이 생전 동유럽 원정 중 구유크가 바투 및 몽케 등 많은 인물들과 반목을 일으킨 일로 불만이 높아져, 그의 구유크 추대 운동은 이후 몽골 제국 분열 원인 중 하나가 되었다.
퇴레게네의 측근이었던 파티마는 귀위크에 의해 혹독한 고문을 당했고, 귀위크의 측근들은 파티마의 입과 질, 신체의 구멍을 모두 바늘로 꿰메고 물에 던져버렸다 한다. 다른 설에는 파티마의 팔과 다리를 자른 다음에 강물에 던져서 익사시켰다 한다. 귀위크의 파티마 고문, 처형 사건은 몽골 부족장들에게 어떤 충격을 주었다.
귀위크와 동유럽 원정에서 반목을 일으킨 바투, 그밖에 툴루이 가문의 몽케 등은 귀위크의 즉위에 대한 불만이 높아져, 제국의 권력 투쟁은 증폭되어갔다. 후일 몽골 제국 분열의 한가지 요인이 되었다. 퇴레게네의 이름은 사후 금기시되다가, 쿠빌라이에 의해 시호를 받으면서 복권되었다. 후일 1266년 10월 쿠빌라이 칸이 태묘를 설치하고 추서한 중국식 시호는 소자황후(昭慈皇后)이고 오고타이의 사당에 모셔졌다.

## 가계
- 남편 : 우구데이 칸(窩闊台汗)
  - 아들 : 귀위크 칸(貴由汗)
- 친정 할아버지 혹은 시숙 : 토크토아 베키

## 같이 보기
- 오고타이 칸
- 카이두

## 퇴레게네가 등장한 작품
- 《무신》(MBC, 2012년~2012년, 배우:서지연)